# Alin Toșca
Alin Dorinel Toșca, né le 14 mars 1992 à Alexandria, est un footballeur international roumain. Il évolue au poste de défenseur central ou d'arrière gauche à l'Universitatea Cluj.

## Biographie

### En club
Il participe aux tours préliminaires de la Ligue des champions et de la Ligue Europa avec le club du Steaua Bucarest lors de la saison 2015-2016.
Le 21 juillet 2019, Toșca  signe au club turc du Gaziantep FK.

### En équipe nationale
Il joue son premier match en équipe nationale le 23 mars 2016 contre la Lituanie (victoire 1-0).

## Palmarès

### Club
- Steaua Bucarest :
  - Champion de Roumanie (1) : 2015
  - Coupe de Roumanie (1) : 2015
  - Coupe de la Ligue (2) :  2015 et 2016

- PAOK Salonique : 
  - Champion de Grèce (1) : 2019
  - Coupe de Grèce (1) : 2019